# Académie des beaux-arts de Palerme
Pour les articles homonymes, voir Académie des beaux-arts.
L'Académie des beaux-arts de Palerme est une université d'État qui délivre une formation artistique. Fondée en 1780, c'est l'une des académies des beaux-arts les plus prestigieuses et les plus anciennes d'Italie.
Le directeur en 2016 est le professeur Mario Zito.
Selon l'offre de formation du Ministère de l'éducation, l'Académie des Beaux-Arts de Palerme, est incluse dans le domaine universitaire de L'enseignement supérieur dans l'art, la musique et la danse et délivre des diplômes universitaires de 1er niveau : licence (laurea), et 2e niveau master (laurea magistrale).
L'Académie des beaux-arts est une institution universitaire indépendante de l'Université de Palerme, et se trouve dans les lieux historiques des Palais Molinelli de Sainte Rosalie et Palais Fernandez, et située sur la Piazza  et Via  Papireto, dans le centre historique de Palerme, en Sicile. Bénéficiant également d'espaces aux Cantieri Culturali de la Zisa.

## Histoire
L'Académie a été créée en 1780. Elle est initialement connue en tant qu'École de Dessin durant trois années, et a été considérée comme l'une des dix plus petites chaires d'études, qui avec les vingt autres chaires constituaient l'Académie des études. Le premier directeur de l'école fut Francesco Sozzi. Quelques années plus tard, en 1783, l'Académie de l'homme nu fut créée, c'est dans ces cours que les peintres et sculpteurs de la région viennent suivre les cours de l'instruction supérieure en dessin et dans le clair-obscur sur modèle vivant. Depuis 1805, certains cours de l'Académie sont associés aux cours d'Architecture civile et de Philosophie, de la direction universitaire de Palerme, les autres cours étant considérés comme des cours d'importance mineurs. A la formation du royaume d'Italie (1861-1946) il est prévu la formation dans les Académies, de galeries d'expositions annexes, permettant des expositions temporaires et permanentes, mais cet ordre n'a pas été réalisé et c'est un Institut royal des Beaux-Arts qui est créé, qui lui, est dépourvu de galeries. À la suite de la création de cet institut, les cours passent de trois à quatre ans. L'unification de toutes les études d'Art en Italie est effectuée seulement en 1918 avec la mise en œuvre de la loi Baccelli. Pendant le fascisme, le titre officiel devient "Direction académique des beaux-arts" de la loi n°3123 du 31 décembre 1923, défini par le Ministre Giovanni Gentile, toujours en vigueur aujourd'hui. La dernière réforme est la loi 508 en 1999, qui n'est pas encore pleinement mise en œuvre.

### Aujourd'hui
Actuellement, les cours en vigueur pour la licence (laurea), sont :
- Département d'arts visuels
  - Décoration
  - Art environnemental et les langages expérimentaux
  - Gravure
  - Peinture
  - Art sacré contemporain
  - Sculpture
- Département de conceptions et d'arts appliqués
  - Scénographie
  - Audio / vidéo et multimédia
  - Stylisme
  - Conception graphique
- Département de la communication et de médiation culturelle
  - Enseignement de l'art
  - Conception de systèmes d'exposition et de musées

## Personnes liées à l'académie
- Salvatore Lo Forte (1808-1885), peintre, directeur de l'Académie de 1837 à 1857.
- Francesco Lojacono (1838-1915), peintre et photographe; le paysagiste le plus important du XIXe siècle en Sicile.
- Onofrio Tomaselli (1866-1956), peintre, professeur de l'Académie de 1914 à 1920, responsable de l'enseignement du Dessin figuratif.
- Benedetto Civiletti (1845-1899), sculpteur.
- Ettore De Maria Bergler (1850–1938), peintre et enseignant à l'Institut, le plus important représentant de l'Art nouveau du début du XXe siècle en Sicile.
- Ernesto Basile (1857-1932), architecte, directeur de l'Académie en 1897.
- Mario Rutelli (1859–1941), célèbre sculpteur.
- Stefano De Lisi (1864-1886), sculpteur.
- Aleardo Terzi (1870–1943), peintre, illustrateur et designer d'affiches publicitaires.
- Pippo Rizzo (1887–1964), peintre, représentant majeur du mouvement futurisme sicilien.
- Eustachio Catalano (1893-1975) peintre postimpressionniste, fut directeur de l'Académie.
- Giuseppe Vittorio Ugo (1897-?), architecte, ingénieur et scénographe.
- Gino Morici (1901-1972), peintre, décorateur et scénographe.
- Silvestre Cuffaro (1904-1975), sculpteur.
- Michele Dixitdomino (1908–2003), peintre.
- Renato Guttuso (1911–1987), peintre et homme politique.
- Emilio Greco (1913-1995), célèbre sculpteur.
- Pietro Consagra (1920-2005), sculpteur abstrait, auteur de la Città frontale.
- Mario Bardi (1922-1988), peintre réaliste.
- Carla Accardi (1924-2014), peintre formaliste.
- Antonio Sanfilippo (1923–1980), peintre formaliste.
- Croce Taravella (1964), peintre
- Alessandro Bazan (1966), peintre

## Emplacements
L'Académie est installée dans deux bâtiments historiques placés sur les deux côtés de la rue Papireto :
- Palais Fernandez, ouvert en 1866 en tant que siège de l'Institut royal des Beaux-Arts, qui est aujourd'hui, le siège de l'Académie des Beaux-Arts de Palerme, depuis la fin du XIXe siècle. L'imposant bâtiment est formé de blocs de calcaire, il a une perspective sérieuse et majestueuse de trois étages, il est en tripartite avec un corps central en saillie. Les fenêtres en arc de cercle sont divisées par des pilastres. Le bâtiment présent aujourd'hui a été rénové à la suite d'un travail de restauration terminé en 2005. Depuis il a été rouvert au public, avec la transformation partielle du bâtiment en musée et salle de conférences. À l'intérieur, il y a les bureaux de la direction et de la gestion des relations internationales, la bibliothèque, la salle multimédia et des salles de classe.

- Palais Molinelli de Sainte Rosalie, bâtiment du XVIe siècle devenu le siège de l'Académie en 1886, à l'origine destiné à devenir un hôpital, mais l’association  qui se souciait du bâtiment a remarqué que les dépenses étaient devenues excessives, et a vendu l'immeuble à la municipalité en 1883, qui a complété le travail et l'a affecté à l'Académie. À l'intérieur il y a des bureaux administratifs et des salles de classe.

Dans les Cantieri Culturali de la Zisa, des espaces annexes ont été aménagés pour d'autres activités d'études et d'expositions. La "Galleria Blanca" (Galerie blanche) qui fait office de classe de sculpture, Le "Spazio nuovo" (Le nouvel Espace) qui fait office de salle de peinture et de salle de classe pour l'audio/vidéo, ainsi qu'un espace multimédia, les "Pavillons Ducrot" pour la scénographie et les cours de design de mode. La salle de classe bleu cobalt pour les cours théoriques et les salles de la "Grande vasque" pour des expositions.